# Herba de la carabasseta

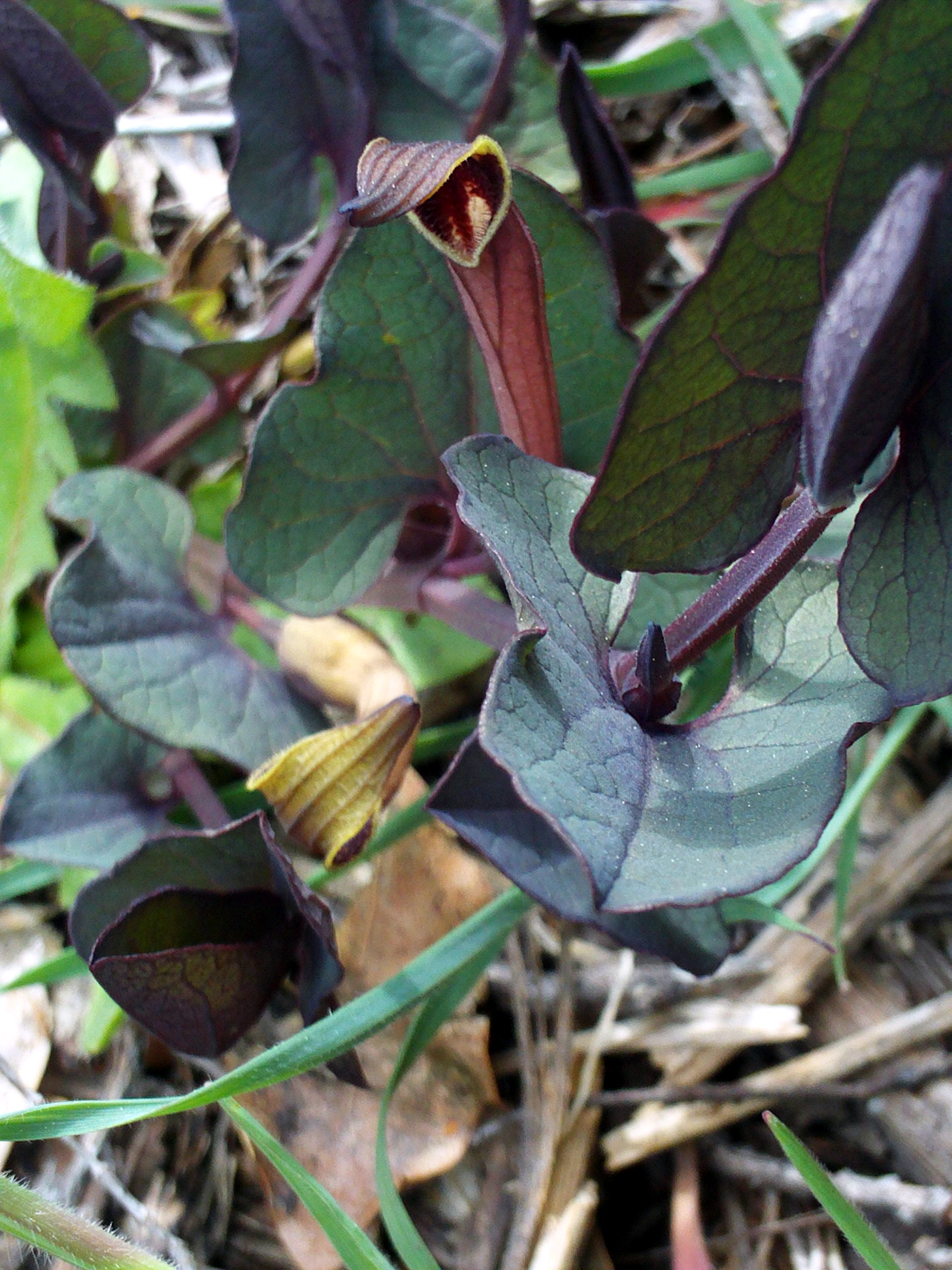
Detall de la flor

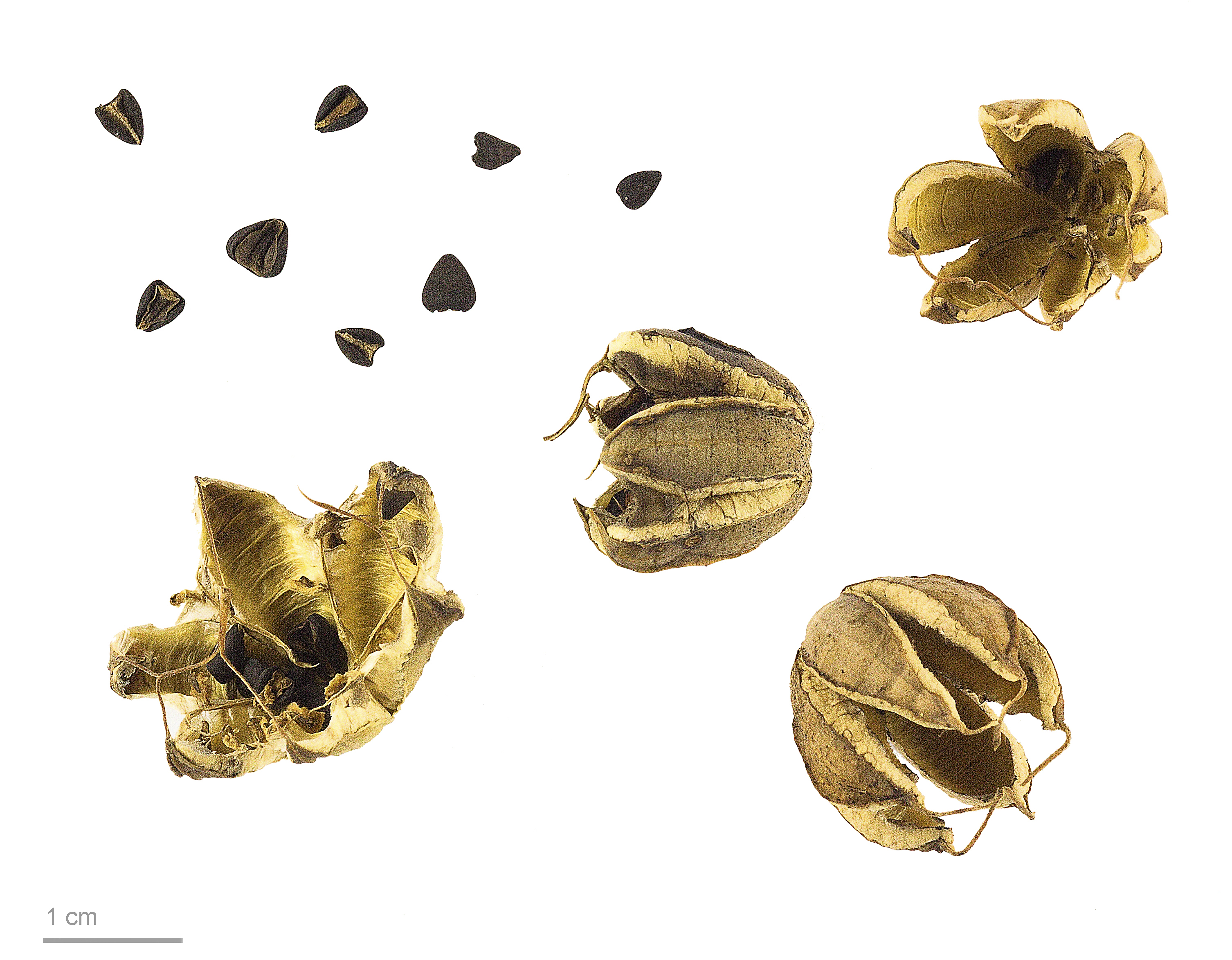
Aristolochia pistolochia

L'herba de la carabasseta, herba de la marfuga o herba felera (Aristolochia pistolochia), és una espècie de planta amb flors del gènere Aristolochia dins la família de les aristoloquiàcies'.
Addicionalment pot rebre els noms de aristolòquia petita, carabassetes de pineda, cresolets, felera, herba de la carbasseta, herba de la fel, melonera, melonera borda i pistolòquia. També s'han recollit les variants lingüístiques aristolòquia tenuis.

## Descripció
És una planta herbàcia anual que fa uns 30 cm d'alt, amb moltes arrels i amb nombroses tiges. Les fulles són cordiformes, d'uns 5 cm de llargada. Està coberta de pèls una mica rígids que la fan aspra al tacte. Les flors són solitàries i poden arribar a fer 5 cm; són de color groc i, en madurar, l'interior del tub floral canvia del verd al vermell fosc. El fruit és una càpsula globosa. Viu en matollars aclarits i pedregars.

## Distribució
És una planta nativa de la península Ibèrica, incloent-hi els Països Catalans, França i el Marroc.

## Usos
Hi va haver a Catalunya un cas documentat de fibrosi renal intersticial ràpidament progressiva deguda al consum en infusió d'Aristolochia pistolochia per confusió amb altres herbes. Per això, per Ordre de 3 d'octubre de 1973, de l'Art. 42 de la Llei del medicament, l'Agència Estatal del Medicament impedeix la venda, el subministrament i la importació d'aquesta Aristolochia.

## Taxonomia
Aristolochia pistolochia L. va ser descrita per primer cop per Carl von Linné a la seva obra Species plantarum (1753).

## Etimologia
Aristolochia: és el nom del gènere, que deriva del grec aristos (άριστος) = 'que és útil', i locheia (λοχεία) = 'naixement', pel seu antic ús en els parts.
pistolochia: epítet específic

### Sinònims
Els següents noms científics són sinònims d'Aristolochia pistolochia:
- Aristolochia fasciculata Lam.
- Aristolochia polyrrhiza Bubani
- Pistolochia latifolia Raf.